# Bozgouch
Le Bozgouch (en persan : بزقوش / Bozquš) ou Bozghouch (en persan : بزغوش / Bozġuš) est un massif de montagnes situé en Iran, dans l'Azerbaïdjan oriental, et culminant à 3 306 mètres. Sur son versant méridional se trouve la ville de Torkamantchaï.